# ペニシリンアミダーゼ
ペニシリンアミダーゼ(Penicillin amidase、EC 3.5.1.11)は、以下の化学反応を触媒する酵素である。
ペニシリン + 水{\displaystyle \rightleftharpoons }カルボン酸 + ペニシラン酸
従って、この酵素の基質は、ペニシリンと水の2つ、生成物はカルボン酸とペニシラン酸の2つである。
この酵素は加水分解酵素、特に鎖状アミドの炭素-窒素結合に作用するものに分類される。系統名は、ペニシリン アミドヒドロラーゼ(penicillin amidohydrolase)である。その他、penicillin acylase、benzylpenicillin acylase、novozym 217、semacylase、alpha-acylamino-beta-lactam acylhydrolase、ampicillin acylase等とも呼ばれる。この酵素は、ペニシリンとセファロスポリンの生合成に関与している。

## 構造
2007年末時点で、この酵素の34個の構造が解明されている。蛋白質構造データバンクのコードは、1AI4、1AI5、1AI6、1AI7、1AJN、1AJP、1AJQ、1CP9、1E3A、1FXH、1FXV、1GK0、1GK1、1GK9、1GKF、1GM7、1GM8、1GM9、1H2G、1JX9、1K5Q、1K5S、1K7D、1KEC、1PNK、1PNL、1PNM、2ADV、2AE3、2AE4、2AE5、2IWM、2PVA及び3PVAである。